# Marokau
Marokau, is een atol in de Îles Deux Groupes in het midden van de Tuamotuarchipel, in Frans-Polynesië. Het eiland ligt zo'n 2,3 km van het zuidoostelijk gelegen Ravahere.

## Geografie en demografie
Marokau is het grootste atol van de Îles Deux Groupes. Het atol heeft de vorm van een driehoek, waarvan de benen zo'n 22 km zijn. De oppervlakte boven water bedraagt 14,7 km², de lagune heeft een oppervlakte van 217 km². Het atol is een deelgemeente (commune associée) en valt bestuurlijk onder de gemeente Hikueru.
Op het atol leven 96 mensen van wie de meerderheid in het grootste dorp Vaiori in het noorden van het eiland. In het zuidoosten van het atol ligt het kleinere dorp Topitike. De eilandbewoners verzamelen kopra van de vele kokospalmen op de motu's

## Geschiedenis
De eerste Europeaan die de atollen Marokau en Ravahere bezocht, was Louis Antoine de Bougainville in 1768.
Tot 1965 was Marokau een van de belangrijkste locaties op de Tuamotu voor het verzamelen van parels.

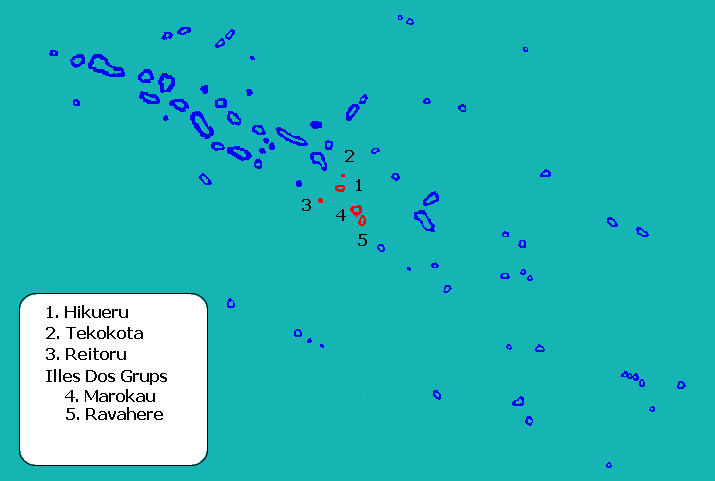
Positie van Marokau (4) binnen de Tuamotueilanden

## Ecologie
Er komen 38 vogelsoorten voor en zeven soorten van de Rode Lijst van de IUCN waaronder de met uitsterven bedreigde hendersonstormvogel (Pterodroma atrata) en het witkeelstormvogeltje (Nesofregetta fuliginosa) en verder de endemische tuamotukarekiet (Acrocephalus atyphus) en tuamotujufferduif (Ptilinopus coralensis).
Marokau · Ravahere